# 特里维尼亚诺-乌迪内塞
特里维尼亚诺-乌迪内塞（義大利語：Trivignano Udinese），是意大利弗留利-威尼斯朱利亚大区乌迪内省的一个市镇。总面积18平方公里，人口1674人，人口密度93.0人/平方公里（2009年）。ISTAT代码为030128。